# 博霍達里夫卡 (沃茲涅先斯克區)
47°34′36″N 31°48′49″E / 47.57667°N 31.81361°E
博霍達里夫卡（烏克蘭語：Богодарівка），是烏克蘭南部尼古拉耶夫州沃兹涅先斯克区葉拉涅茨市鎮的村落。始建於1790年，面積0.5平方公里，海拔高度32米，2001年人口95，人口密度每平方公里190人。